# Cynthia Phaneuf
Pour les articles homonymes, voir Phaneuf.
Cynthia Phaneuf, née le 16 janvier 1988 à Contrecœur (Québec), est une patineuse artistique canadienne. Elle est double championne canadienne senior (2004 et 2011).

## Biographie

### Carrière sportive
Entraînée par Annie Barabé, Sophie Richard et Yvan Desjardins à l'aréna Yvan-Cournoyer à Drummondville, ses chorégraphies sont faites par David Wilson, son chorégraphe depuis ses tout-débuts en compétition.
Cynthia Phaneuf n'a pas patiné durant la saison 2005/2006, empêchée par diverses blessures. Elle a dû déclarer forfait aux championnats du Canada et n'a pas pu participer aux Jeux olympiques de Turin. Elle a fait un retour à la compétition aux Championnats du Canada 2007, où elle a terminé quatrième. Avec ce classement, elle a de nouveau une place dans l'équipe nationale canadienne.
Elle annonce la fin de sa carrière amateur en septembre 2012.

## Palmarès
| Compétition                   | 2003    | 2004    | 2005    | 2006    | 2007    | 2008    | 2009    | 2010    | 2011    | 2012    |  |  |  |  |
| Jeux olympiques d'hiver       |         |         |         |         |         |         |         | 12e     |         |         |  |  |  |  |
| Championnats du monde         |         |         | 20e     |         |         |         | 15e     | 5e      | 13e     |         |  |  |  |  |
| Quatre continents             |         | 2e      | F       |         | 15e     | 7e      | 5e      | F       | 6e      | 8e      |  |  |  |  |
| Championnats du Canada        | 7e      | 1re     | 2e      | F       | 4e      | 3e      | 2e      | 2e      | 1re     | 2e      |  |  |  |  |
| Championnats du monde juniors |         | 10e     |         |         |         |         |         |         |         |         |  |  |  |  |
|                               |         |         |         |         |         |         |         |         |         |         |  |  |  |  |
| Grand Prix ISU                | 2002/03 | 2003/04 | 2004/05 | 2005/06 | 2006/07 | 2007/08 | 2008/09 | 2009/10 | 2010/11 | 2011/12 |  |  |  |  |
| Finale du Grand Prix          |         |         | 6e      |         |         |         |         |         |         |         |  |  |  |  |
| Skate America                 |         |         | 2e      |         |         |         |         |         |         |         |  |  |  |  |
| Skate Canada                  |         |         | 1re     |         |         | 10e     | 8e      | 7e      | 4e      | 7e      |  |  |  |  |
| Trophée de France             |         |         |         |         |         |         |         |         | 4e      |         |  |  |  |  |
| Trophée NHK                   |         |         |         |         |         |         | 7e      | 6e      |         | 9e      |  |  |  |  |
| Légende : F = Forfait         |         |         |         |         |         |         |         |         |         |         |  |  |  |  |

## Distinctions
- 2004: Médaille de l'Assemblée nationale[2]

## Liens
- Ressources relatives au sport :   - International Skating Union
  - Olympedia
- (en) Profil olympique de Cynthia Phaneuf sur sports-reference.com (archivé)